# 三縣衙門
三縣衙門位於四川省成都市双流区黄龙溪镇，文物遺址年代判定為清代。2007年6月1日公佈為四川省第七批文物保護單位。